# 安兰慧

安蘭Kei（日语：／ Aran Kei，1970年10月9日—），本名安田瞳子，日本女演員，愛稱TOKO（とうこ），是前寶塚歌劇團星組主演男役（Top Star）。身高167cm。血型是AB型。出身於滋賀縣甲賀郡（現為湖南市）。現所屬事務所為Horipro。
祖父為韓國人，故為第三代在日韓國移民。

## 簡歷
1989年入讀寶塚音樂學校，1991年在寶塚77期生中以首席（第一名）身份加入寶塚歌劇團。
1992年配屬到雪組。
2000年組替至星組。
2006年於湖月わたる退團後繼任星組主演男役。相手役為遠野あすか。
2009年憑「THE SCARLET PIMPERNEL(紅花俠)」榮獲第34回菊田一夫演劇賞。同年4月26日退團。

## 寶塚時代的主要舞台演出

### 雪組時代
- 1995年5月 - 8月、『JFK／バロック千一夜』新人公演：約翰・F・肯尼迪（原役：一路真輝）＊新人公演初主演
- 1995年11月 - 12月、『あかねさす紫の花／マ・ベル・エトワール』新人公演：大海人皇子（原役：一路真輝）＊新人公演主演
- 1996年2月 - 6月、『伊麗莎白』魯道夫（少年時代） 新人公演：Der Tod（原役：一路真輝）＊新人公演主演
- 1996年8月 - 12月、『虹のナターシャ／La Jeunesse!』新人公演：三条薫（原役：高嶺ふぶき）＊新人公演主演
- 1998年2月 - 3月、Bow Hall公演『ICARUS』Icarus ＊Bow Hall初主演
- 1999年9月 - 10月、日本青年館他公演『ICARUS』Icarus ＊主演

### 星組時代
- 2000年10月 - 11月、Bow Hall・日本青年館公演「花吹雪 恋吹雪」石川五右衛門 ＊主演
- 2001年6月 - 7月、日本全國巡演「風と共に去りぬ」阿瑟·威爾克斯
- 2003年5月、「雨に唄えば(Singin' in the Rain)」唐·羅克伍德 ＊主演
- 2003年7月 - 11月、「獻給王家的歌」衣索比亞公主 ＊公演出女役
- 2003年12月、Bow Hall・日本青年館公演「厳流」佐佐木小次郎　＊主演
- 2005年2月、中日劇場公演「獻給王家的歌」衣索比亞公主
- 2005年10月、「龍星」龍星　＊主演
- 2006年1月 - 2月、宝塚大劇場公演「凡爾賽玫瑰」安德烈
- 2006年2月 - 4月、東京宝塚劇場公演「凡爾賽玫瑰」奧斯卡

### 星組top star時代
- 2006年12月 - 2007年1月、梅田藝術劇場・日本青年館公演「海斯法典」雷蒙德·伍德羅　＊top披露公演
- 2007年3月 - 7月、「さくら／秘密獵人」達哥貝特　＊大劇場披露公演
- 2007年8月、博多座公演「秘密獵人／ネオ・ダンディズム！Ⅱ」達哥貝特
- 2007年11月 - 2008年2月、「エル・アルコン－鷹－(El Halcon)／レビュー・オルキス 蘭之星」泰利安‧帕西蒙
- 2008年3月 - 4月、梅田藝術劇場他公演「紅與黑」于連·索海爾
- 2008年6月 - 10月、「紅花俠(THE SCARLET PIMERNEL)」帕西(Percy Blakeney)[6]
- 2008年11月 - 12月、「外傳凡爾賽玫瑰 －貝魯納爾編－／ネオ・ダンディズム！III」貝魯納爾
- 2009年2月 - 4月、「My Dear New Orleans－我摯愛的街－／ア ビヤント」喬伊　＊退團公演

### 晚餐表演
- 2000年『ラフタイム』（寶塚大飯店、Hotel Grand Palace）
- 2003年『麗瞳翔―Late Show―』（寶塚大飯店、Dai-ichi Hotel、Hotel Nagoya Castle）
- 2004年『Sense』（寶塚大飯店、第一ホテル東京、琵琶湖大津王子飯店）

## 外部連結
- 安兰慧的Instagram帳戶
- 安蘭けい官方粉絲俱樂部Aran （页面存档备份，存于）
- Horipro官方網站 -安蘭けい- （页面存档备份，存于）
- 東京都會電視台網站安蘭けい簡介TAKARAZUKA ～Cafe Break～今週のゲスト安蘭けい，存档于Archive.today（存檔日期 20250423）